# Thomas Clay
Pour les articles homonymes, voir Clay.
Thomas Clay est un juriste et universitaire français, né le 13 juillet 1969 à Boulogne-Billancourt.
Professeur de droit à la Sorbonne, avocat, arbitre international, il s’est fait connaître par le rôle qu’il a joué dans l’affaire Tapie contre le Crédit lyonnais et comme président de la Haute Autorité des Primaires du Parti socialiste.
Il a aussi une activité politique.

## Biographie
Agrégé de droit privé, il est professeur à l’Université Panthéon-Sorbonne (Paris 1).[source insuffisante]

### Carrière

#### Carrière universitaire
Depuis 2017, il est professeur à l’École de droit de la Sorbonne (Université Paris 1) où il enseigne notamment le droit de l’arbitrage et des modes alternatifs de règlement des conflits, la procédure civile.

#### Carrière d'arbitre et d'avocat dans l'arbitrage
Thomas Clay est un arbitre international très réputé. Il intervient régulièrement comme arbitre mais aussi comme conseil dans les grands contentieux internationaux en matière commerciale et d’investissement dans les procédures arbitrales sous l’égide de nombreux centres d’arbitrages tels que la Chambre de Commerce Internationale (CCI), le Centre International pour le règlement des différends relatifs aux investissements (CIRDI), la Cour d'arbitrage international de Londres (LCIA), la Chambre arbitrale de Stockholm (SCC), Centre de médiation et d’arbitrage de Paris (CMAP), la Cour permanente d'arbitrage (CPA), Chambre Arbitrale de Milan (CAM), Tribunal Arbitral du Sport (TAS), etc.[source insuffisante]
Il siège régulièrement dans des tribunaux CIRDI, par exemple dans l'affaire Nova v. Roumanie, ou Serter v. France, dans lequel il a été nommé par la France comme coarbitre dans le premier arbitrage CIRDI intenté contre le pays. Arbitre nommé par Sergueï Pougatchev dans la procédure qui l’a opposée à la Russie, il s’oppose à l’interprétation que font ses coarbitres du Traité bilatéral d'investissement entre la France et la Russie et émet une opinion dissidente annexée à la sentence qui a débouté Sergueï Pougatchev de sa demande de 14,5 milliards de dollars.[source insuffisante]
En janvier 2023, la Cour d'appel de Paris a annulé une sentence arbitrale rendue par un tribunal arbitral présidé par Thomas Clay dans le cadre d'un litige entre Bolloré Logistics et le Port autonome de Douala au Cameroun, tout en indiquant ne pas "remettre en cause l’intégrité intellectuelle et professionnelle de l’intéressé". Lors de la phase finale de l'arbitrage, le Port autonome de Douala a formulé une demande de récusation de l'arbitre, Thomas Clay, à la suite de la publication d'un éloge funèbre au Recueil Dalloz, en 2021, lors du décès d'Emmanuel Gaillard, conseil de la partie adverse. Dans cet hommage  cité par Le Canard enchaîné, l'arbitre parle de celui qui avait été membre de son jury de thèse comme étant devenu son « ami » et précisant qu’il l’« aimait » et qu’il le « consultait avant toute décision importante ». La Cour d’appel de Paris a annulé le 10 janvier 2023 la sentence au nom de ces « liens personnels étroits », même s’ils étaient notoires. Contacté par le Canard enchaîné, Thomas Clay répond que « la sentence qui a été annulée a été rendue en toute impartialité » et rappelle que la Cour d'appel a mentionné que « [s]on intégrité intellectuelle et professionnelle n'[était] pas en cause ». Un pourvoi devant la Cour de cassation est pendant.[réf. nécessaire]

#### Présence médiatique
Thomas Clay se fait connaître par la presse lors de l’arbitrage Tapie/CDR. Entendu comme expert par la Commission des finances dès septembre 2008, il dénonce la fraude dans cet arbitrage ayant condamné l’État à verser 405 millions d’euros à l’homme d’affaires. Cela l’amènera à batailler pendant 8 ans contre Bernard Tapie, sur le plan juridique et médiatique, jusqu’à l’annulation définitive de la sentence par la Cour de cassation en 2016. Bernard Tapie l’attaquera même plusieurs fois en diffamation, et Thomas Clay le fera condamner pour cela.

#### Engagements politiques
Proche d’Arnaud Montebourg pendant 15 ans, Thomas Clay l’a accompagné dès la création de la Convention pour la 6e République, dont il était l’un des cadres, avec Christiane Taubira, au début des années 2000, puis pendant tous ses combats politiques. Il a notamment dirigé pendant deux ans la pré-campagne de celui-ci aux primaires de 2011.
Il fut membre de la Haute Autorité éthique du Parti socialiste (PS), puis il en prend la présidence en 2015, et sera, à ce titre président de la Haute Autorité des Primaires Citoyennes en 2017, contrôlant le processus électoral du début jusqu’à l’annonce des résultats. Il se trouve au cœur de la polémique sur la comptabilisation des résultats du premier tour qui est même suspectée un temps de manipulations, avant d'être mis hors de cause. Il démissionne de la Haute Autorité Éthique le 31 janvier 2019.

#### Spécialiste du contentieux sportif
Il a aussi été l’avocat de Michel Platini dans son procès contre la FIFA (2015-2016).
Il devient le 10 avril 2025 l'avocat de Kilian Mbappé dans le litige l'opposant à son ancien club, le PSG.

## Publications
Il est l'auteur de publications universitaires, et notamment d'une thèse sur « L’arbitre », sorte de traité des droits et obligations de l’arbitre du Code de l’arbitrage commenté et il tient la chronique de droit de l’arbitrage au Recueil Dalloz depuis 2003. Il publie aussi annuellement le French International Arbitration Law Report.